# Museo d'Arte di Ciudad Juárez
Il Museo d'Arte di Ciudad Juárez (Museo de Arte de Ciudad Juárez, in spagnolo), è un museo statale ubicato nella città di frontiera di Ciudad Juárez, nello stato di Chihuahua in Messico.

## Storia
Il museo venne costruito nel 1963, come parte del "Programa Nacional Fronterizo" (PRONAF). Venne aperto al pubblico il 1 settembre 1964, durante il mandato presidenziale di Adolfo López Mateos. Inizialmente denominato Museo di Arte e Storia (Museo de Arte e Historia), doveva ospitare collezioni che mostravano cronologicamente le fasi dell'arte messicana, dalle culture arcaiche alle ultime scuole e tendenze dell'epoca attuale. Doveva anche avere mostre sull'artigianato, sui costumi e lo sviluppo industriale e commerciale del paese. Dopo l'apertura, questo progetto subì un cambio e oggi il museo ospita in maggioranza mostre d'arte temporanee, opere plastiche contemporanee di artisti messicani e altre mostre por periodi più o meno brevi. Ha ospitato mostre di artisti plastici, come: Rufino Tamayo, José Luis Cuevas, Enrique Carbajal "Sebastián" (autore anche della "X" di Ciudad Juárez), Luis Nishizawa, Vicente Rojo, Manuel Felguérez, Daniel Lezama, Lucía Maya, Shinzaburo Takeda, Alfredo Téllez "El Bandido", Verónica Leyton, Adriana Peña Fernández e Antonio Ochoa. Nelle sue strutture si tengono incontri letterari, di cultura popolare e di spettacolo, bandi per concorsi e borse di studio per creatori.

## Sede
Il design architettonico è unico ed è un esempio di arte contemporanea, opera dell'architetto Pedro Ramírez Vázquez che ha collaborato a progetti come il Museo di Arte Moderna di Città del Messico, la Basilica di Guadalupe e lo Stadio Azteca, di Città del Messico.
L'elemento centrale e principale del complesso è costituito da un grande edificio circolare, a forma di cono rovesciato, di 431 m2, circondato esternamente da una fontana, un ponte in cemento permette di attraversare la fontana e da accesso all'edificio principale, dove vi sono la biglietteria e la prima sala, la quale è ricoperta da una cupola in plastica traslucida (in resina-poliestere), di oltre 28 metri di diametro e 4 centimetri di spessore, che permette un'illuminazione naturale, all'epoca era un'innovazione nel settore edile messicano. Le altre due sale annesse, sono collegate alla prima sala da un breve corridoio a ponte, che attraversa la fontana, con pareti in vetro, sono due ambienti semicircolari, della superficie di 441 m2 ciascuna, collegate tra loro da una sala, dove sono ubicati i bagni, queste due sale hanno una parete in vetro che permette, come la precedente, un'illuminazione naturale. È realizzato in cemento, alluminio e vetro.

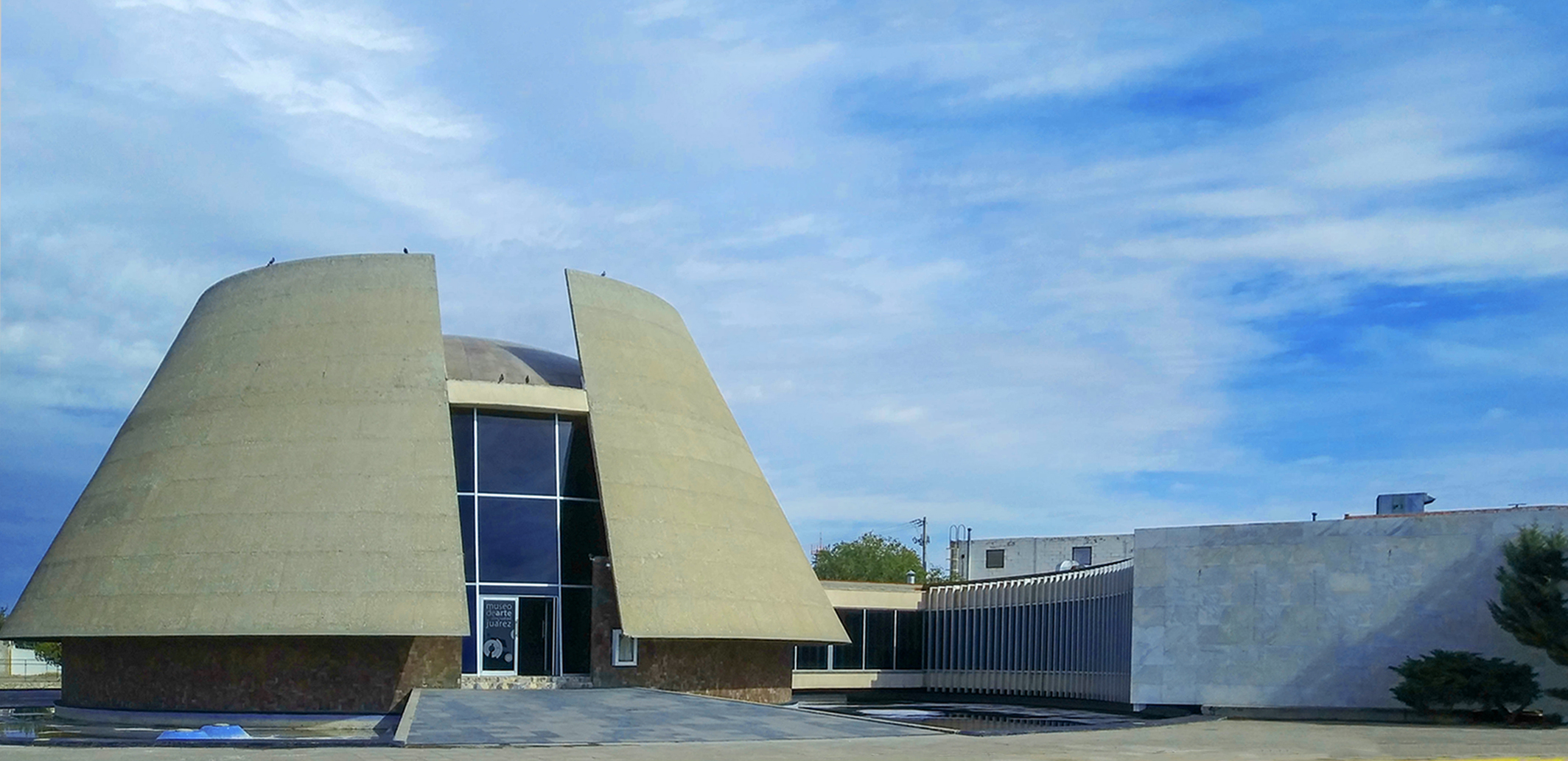
Museo de Arte de Ciudad Juárez vista completa

## Attività culturale
Il museo vuole servire da vetrina per le varie discipline artistiche; mostre di artisti regionali e del resto della Repubblica Messicana. Fungere da forum per incontri letterari, di cultura popolare e di arti dello spettacolo. Promuovere il lavoro degli artisti locali e fungere da collegamento con altre istituzioni culturali ed educative. Promuovere e diffondere bandi, concorsi e borse di studio per artisti e creatori.
Oltre alle mostre d'arte temporanee e alle opere plastiche contemporanee, il Museo d'Arte di Ciudad Juárez ha arricchito la sua offerta culturale con conferenze e presentazioni letterarie, cicli cinematografici, laboratori di letteratura, pittura, canto e fotografia, dispone anche di una biblioteca. Il museo dispone di tre sale espositive temporanee, così denominate: 
1. Sala Circular 431 m2, ingresso e sala principale;
2. Sala Norte 422 m2;
3. Sala Sur 422 m2;

L'ingresso al museo è gratuito.